# Felgyő
Felgyő é um município da Hungria, situado no condado de Csongrád-Csanád. Tem 76,73 km² de área e sua população em 2019 foi estimada em 1.155 habitantes.